# Аменсализам
Аменсализам је такав облик еколошких интеракција између врста, где једна врста (организам) спречава или ограничава раст и/или размножавање друге, а сама не трпи ни позитивне ни негативне последице присуства те друге врсте. Често се ово означава као ефекат (- / 0 ) или (0 / - ), односно говори се да је овај еколошки однос негативан за једну, а неутралан по другу врсту.

## Примери аменсализма
Овај тип односа је врло сложен, а најчешће се остварује тако што једна врста излучује у спољашњу средину одговарајуће хемијске материје (метаболите, биолине, алелопатске материје, антибиотике) које на друге врсте делују негативно. Некада организми луче и отровна једињења (токсине), као што је случај с модрозеленим бактеријама током цветања воде – од ових токсина страдају организми који пију воду. 
Такође, у неким случајевима компетиције за храну између организама различите величине, боље је говорити о аменсализму. Рецимо, иберијски козорог Capra pyrenaica и инсекти из рода Timarcha користе исту биљку за исхрану. У овом случају, инсекти не могу драстично смањити количну биљака доступну козорозима, док козорози могу довести до смањења доступне хране инсектима. 